# Ірбіт
Ірбі́т (рос. Ирбит) — місто, центр Ірбітського міського округу Свердловської області. Містоносить неофіційне звання «Мотоциклетна столиця Росії».

## Географія
Місто розташоване на відстані 204 км на схід від Єкатеринбурга, на правому березі річки Ніци при впадінні в неї річки Ірбіт. Через місто проходить залізнична магістраль Єкатеринбург — Тавда, а також автомобільні дороги: на південний захід — до Камишлова і Артемовська, на південний захід — в Тюмень, на північний схід — в Туринськ, на північний захід — в Нижній Тагіл і Алапаєвськ.

## Історія

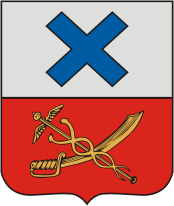
Герб (1776)

- 1631 року в місці впадіння річки Ірбіт в Ніцу виникла Ірбітська слобода.
- 1643 року було започатковано Ірбітський ярмарок, який було офіційно затверджено 1743 року. На ярмарку продавалися європейські, азійські та сибірські товари.
- 1775 року Катерина II пожалувала слободі статус міста за «непохитну вірність жителів Ірбіта» своїй імператриці в боротьбі зі «злодійськими шайками» Омеляна Пугачова.
- 1776 року місто отримало герб.

## Населення
Населення — 38357 осіб (2010, 43318 у 2002).

## Господарство

### Промисловість
- Ірбітський мотоциклетний завод
- Ірбітський склозавод
- Ірбітський автоагрегатний завод

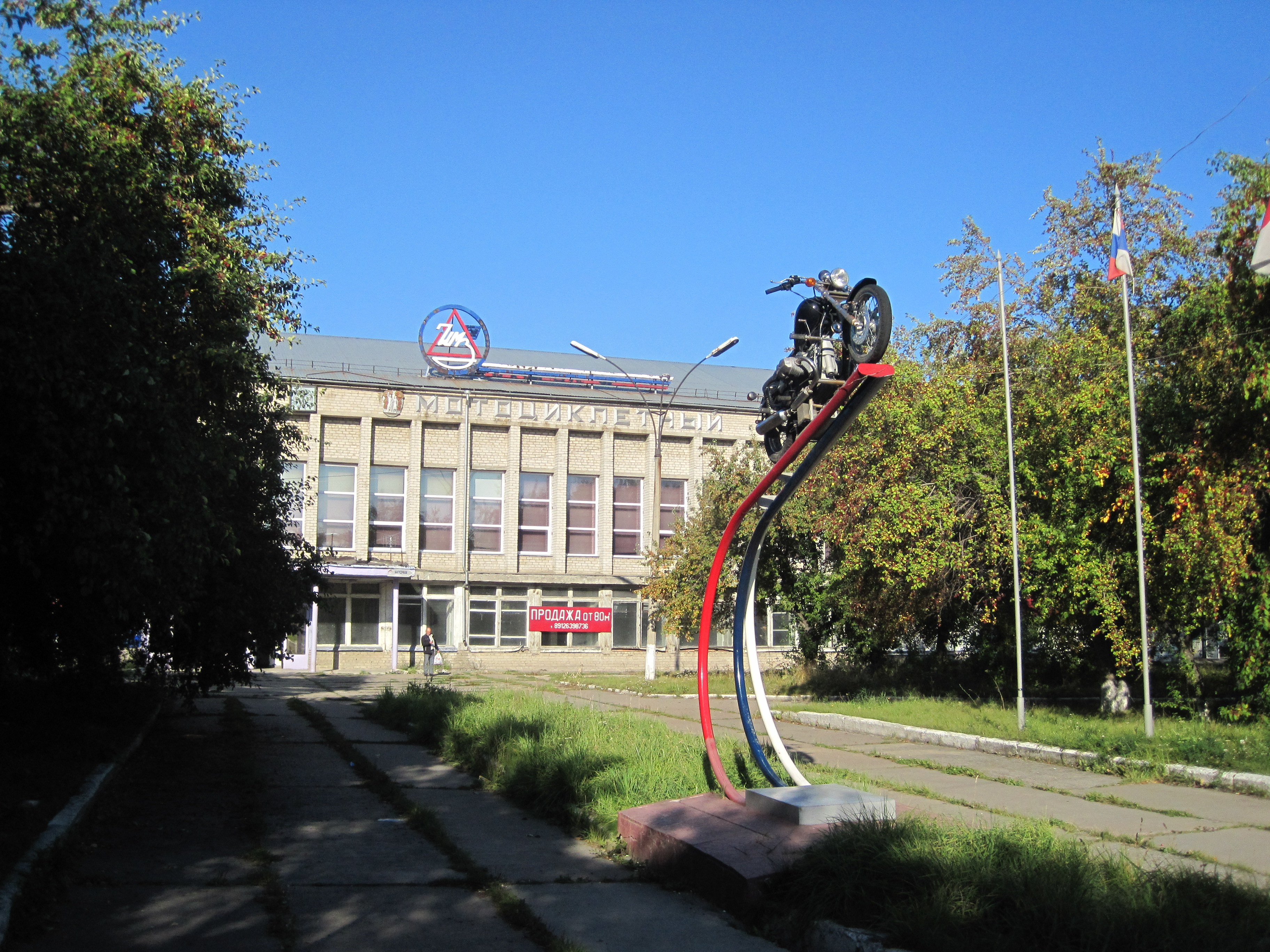
Ірбітський мотоциклетний завод

- Ірбітський хіміко-фармацевтичний завод
- Ірбітський молочний завод
- Ірбітський хлібозавод
- Ірбітська меблева фабрика
- Ірбітська швейна фабрика
- Ірбітська типографія
- Ірбітський вино-горілчаний завод

### ЗМІ
- Газета «Восход»
- Газета «Ирбитская жизнь»
- Газета «Частные объявления» (поширюється по містам Свердловської області)
- Газета «Ярмарочный листок» (виходить в дні проведення ярмарки)
- НТС-Ирбит
- «Родники Ирбитские»
- СКІТ
- ІНФО-Канал
- Радіо СКІТ 107.5 FM
- Радіо Хіт FM 100.2 FM

### Культура
- Ірбітський муніципальний драматичний театр ім. О. М. Островського
- Ірбітський державний музей образотворчих мистецтв
- Ірбітський державний музей мотоциклів
- Ірбітський історико-етнографічний музей
- Бібліотечна система міста Ірбіта

## Відомі люди
- Бажов Павло Петрович
- Граль Федір Христофорович
- Речкалов Григорій Андрійович
- Мамін-Сибіряк Дмитро Наркисович
- Жуков Георгій Костянтинович
- Грум-Гржимайло Володимир Юхимович
- Літуєв Юрій Миколайович

### Уродженці
- Торощин Ігор Андрійович (* 1985) — російський політичний діяч, депутат Держдуми.